# ديفيد رودريغيز (لاعب كرة قدم)
ديفيد رودريغيز هو لاعب كرة قدم مكسيكي في مركز الوسط، ولد في 15 ديسمبر 1998 في مدينة سان لويس بوتوسي في المكسيك.